# René Mailhes
 (octobre 2013).
René Mailhes, né le 14 octobre 1935 à Paris et mort le 15 décembre 2022 dans la même ville,, est un guitariste de jazz français.

## Biographie
René Mailhes naît dans une famille de musiciens manouches. Ses oncles maternels, «Baro» Pierre Ferré, Jean Ferré et René « Challin » Ferré furent compagnons de Django Reinhardt et membres du Quintette du Hot Club de France. Il commence à jouer de la guitare à l'âge de quatorze ans, après avoir écouté Charlie Parker, Sidney Bechet, Duke Ellington, Coleman Hawkins, sur des disques ramenés par son frère, en 1949.
Son premier compagnon de guitare est Laro Sollero, avec qui il fait ses débuts sur scène, après avoir pris des cours auprès de René « Challin » Ferré. Dans les années 1950, à Paris, il fréquente les boîtes de jazz de la rive gauche à Paris. C'est là qu'il fait la connaissance de René Thomas.
Devenu musicien professionnel, il va jouer en Allemagne, notamment à Berlin, jusque dans les années 1960.
Après un retour à la musique dans les années 1980, il enregistre des disques, notamment Gopaliné et Gitrane, dans les années 1990.

### Vie privée
Marié, il a quatre enfants (nés entre 1955 et 1963). Il a un temps interrompu sa carrière de musicien professionnel pour pouvoir plus s'en occuper.

## Discographie
- 1995 : Gopaliné avec Patrice Galas et Philippe Combelle)
- 1998 : Gitrane avec Philippe Combelle, Dominique Lemerle et Idrissa Diop
- 2005 : Carrément avec Henri Chenuet, Roger Guérin et Patrice Galas
- 2008 : Chtildo avec Dominique Lemerle, Patrice Galas et Gilda Solve